# 宮崎県警察
宮崎県警察（みやざきけんけいさつ、Miyazaki Prefectural Police）は、宮崎県が設置した警察組織。宮崎県を管轄区域とし、宮崎県警と略称する。警察法上、宮崎県公安委員会の管理を受けるが、給与支払者は宮崎県知事である。警察庁九州管区警察局管内。

## 本部所在地
- 宮崎市旭一丁目8番28号
宮崎県庁前「県庁東」信号交差点より約300m東進。JR宮崎駅西口「宮崎駅」信号交差点より宮崎県道341号線（老松通り）を南下し「裁判所前」信号交差点を西折して約200m。道路挟んで宮崎地方裁判所の西隣。

## 沿革
- 1954年（昭和29年）7月1日　警察法施行により宮崎県警察発足。
- 1999年（平成11年）3月　本部庁舎（地上10階地下1階建）新築竣工。

## 定員
| 階級     | 定員    |
| -------- | ------- |
| 警視     | 90人    |
| 警部     | 183人   |
| 警部補   | 555人   |
| 巡査部長 | 574人   |
| 巡査     | 592人   |
| 警察官計 | 1,994人 |
| 一般職員 | 321人   |
| 合計     | 2,315人 |

このほか、本部長をはじめとする地方警務官が8人いる。

## 本部組織
- 警務部
  - 総務課
    - 公安委員会事務室
    - 取調べ監督指導室

  - 県民広報課
    - 県民情報室
    - 犯罪被害者支援室

  - 会計課
    - 監査室

  - 施設装備課
  - 情報管理課
    - 情報政策企画室

  - 総合管理課
  - 警務課
    - 人財育成・術科指導室

  - 監察課
  - 厚生課
    - 健康管理対策室

- 生活安全部
  - 生活安全少年課
    - 特殊詐欺等抑止対策室
    - 宮崎県警察少年サポートセンター

  - 人身安全対策課
  - 地域課
    - 移動交番係
    - 水上警察隊
    - 鉄道警察隊

  - 通信指令課
  - 生活環境課
    - 許可等事務管理室

サイバー戦略局
    - サイバー企画課
    - サイバー捜査課

- 刑事部
  - 刑事企画課
    - 捜査支援室

  - 捜査第一課
    - 検視官室

  - 捜査第二課
  - 組織犯罪対策課
    - 匿名・流動型犯罪対策係
    - 特殊詐欺連合捜査係
    - 犯罪収益対策室

  - 鑑識課
  - 科学捜査研究所

- 交通部
  - 交通企画課
    - 自動運転・小型モビリティ対策室

  - 交通指導課
    - 暴走族対策室
    - 宮崎交通反則通告センター

  - 交通規制課
    - 交通管制センター

  - 運転免許課
    - 自動車運転免許試験場（宮崎・延岡・都城）
    - 高齢運転者等支援室

  - 交通機動隊
  - 高速道路交通警察隊
    - 門川分駐隊
    - 都城分駐隊
    - えびの分駐隊

- 警備部
  - 警備第一課
  - 警備第二課
    - 警備対策室
    - 警察航空隊

  - 外事課
  - 国スポ・障スポ警備対策課
  - 機動隊

- 宮崎県警察学校

## 警察署
全13警察署。建制順。宮崎北警察署長の階級は警視正、その他の警察署長は警視である。警察車両のナンバー地名はすべて「宮崎」である。
| ※    | 地域   | 警察署名称   | 所在地                     | 管轄区域                                                                                                  |
| ---- | ------ | ------------ | -------------------------- | --- |
| 宮崎 | 宮崎   | 宮崎北警察署 | 宮崎市錦本町               | 宮崎市北部（高岡町を除く大淀川の中心線以北の区域）                                                        |
| 宮崎 | 宮崎   | 宮崎南警察署 | 宮崎市大字恒久             | 宮崎市南部（高岡町を除く大淀川の中心線以南の区域）                                                        |
| 宮崎 | 南那珂 | 日南警察署   | 日南市中央通一丁目         | 日南市 |
| 宮崎 | 南那珂 | 串間警察署   | 串間市大字西方             | 串間市 |
| 宮崎 | 諸県   | 都城警察署   | 都城市東町                 | 都城市（夏尾町の御池周辺を除く）、北諸県郡三股町                                                          |
| 宮崎 | 諸県   | 小林警察署   | 小林市堤                   | 小林市、都城市の一部（夏尾町の御池周辺）、西諸県郡高原町                                                  |
| 宮崎 | 諸県   | えびの警察署 | えびの市大字原田           | えびの市                                                                                                  |
| 宮崎 | 諸県   | 高岡警察署   | 宮崎市高岡町飯田           | 宮崎市西部（高岡町）、東諸県郡綾町、国富町                                                                |
| 宮崎 | 児湯   | 西都警察署   | 西都市小野崎二丁目         | 西都市、児湯郡新富町の一部（大字新田字瀬口）、西米良村 東臼杵郡椎葉村の一部（大字大河内の一部）           |
| 宮崎 | 児湯   | 高鍋警察署   | 児湯郡高鍋町大字持田       | 児湯郡高鍋町、新富町（大字新田字瀬口を除く）、木城町（大字中之又を除く）、川南町、都農町                  |
| 宮崎 | 臼杵   | 日向警察署   | 日向市本町                 | 日向市、児湯郡木城町の一部（大字中之又） 東臼杵郡門川町、諸塚村、椎葉村（大字大河内の一部を除く）、美郷町 |
| 宮崎 | 臼杵   | 延岡警察署   | 延岡市愛宕町三丁目         | 延岡市 |
| 宮崎 | 臼杵   | 高千穂警察署 | 西臼杵郡高千穂町大字三田井 | 西臼杵郡五ヶ瀬町、高千穂町、日之影町                                                                      |

## 主な事件
- 1994年（平成6年）宮崎県資産家拉致事件
- 1996年（平成8年）10月17日　北方町猟銃殺人逃走事件
- 1997年（平成9年）5月　都城老女殺害事件
- 2002年（平成14年）
  - 6月12日　宮崎銀行真幸支店強盗致傷事件
  - 6月26日　油津港沖射殺体遺棄事件
- 2003年（平成15年）6月4日　MRT micc前爆発事件[1]
- 2006年（平成18年）
  - 8月24日　延岡高校生刺殺事件
  - 9月2日　門川乳児虐待致死事件
  - 11月16日　宮崎県官製談合事件
- 2010年（平成22年）3月1日 宮崎家族3人殺害事件
- 2018年（平成30年）11月26日 高千穂6人殺害事件

### 未解決事件
宮崎県内で発生した主な未解決事件は以下の通りである。
| 事件名                       | 発生           | 概要 | 捜査 |
| ---------------------------- | -------------- | --- | ---- |
| 延岡市女学校教諭女性殺害事件 | 1940年12月13日 | 午後5時頃、延岡市城山下の藪の中で延岡高等女学校家政科教諭の女性（22）の遺体が発見された。被害者は同日午前5時頃に延岡駅を出て帰宅途中に襲われたとみられる。被害者の眼鏡からは犯人のものと思われる指紋が検出された。2年半後に容疑者が浮上し、満州まで捜査員を派遣するなどして捜査したが、決め手は得られずに1955年に時効が成立した。 | 時効 |
| パラコート連続毒殺事件       | 1985年9月20日  | | 時効 |

## 不祥事
- 2018年11月6日 - 宮崎北警察署刑事第一課の男性巡査部長（47歳）が県内のホテルで10代女性に対し18歳未満と知りながら現金を渡す約束をしてわいせつな行為をしたとして、2019年3月15日県警は児童買春、児童ポルノに係る行為等の規制及び処罰並びに児童の保護等に関する法律違反（児童買春）の疑いで男性巡査部長を逮捕した[3]。
- 2019年1月25日 - 高岡警察署の男性巡査長（40代）が署内で同僚4人の机や財布から現金を盗んだとして、25日付で窃盗容疑で停職6か月の懲戒処分とし、男性巡査長は依願退職した[4]。
- 2019年1月25日 - 移動中の車内で少女２人の胸を触ったとして施設装備課の50代男性事務職員を強制わいせつ容疑で書類送検した。25日付で男性事務職員を停職3カ月の懲戒処分とし、男性事務職員は依願退職した[4]。
- 2019年7月5日 - 日向警察署の男性警部補（50代）と高千穂警察署の男性巡査長（40代）を道路交通法違反（酒気帯び運転）で書類送検、警部補を停職3カ月、巡査長を停職1カ月の懲戒処分にした。2名とも同日付で依願退職[5]。
- 2019年9月25日 - 日南警察署の男性巡査長（30代）が職務で住所を知った女性宅を9月25日午後3時半ごろ訪れ、わいせつな行為（女性に抱きついた後にキスしようとした）をしようとし、翌日午後には駐車場にとめた自身の車の中で同様の行為をしようとしたとして11月29日付で男性巡査長を強制わいせつ未遂と住居侵入の疑いで書類送検し、減給10分の1（3カ月）の懲戒処分にした[6]。
- 2022年1月27日 - 沖縄県沖縄警察署に特別出向中の警察官が、同日未明深夜の沖縄県沖縄市宮里にてバイクで走行中の高校生を暴走族と誤認し、職務質問を行おうとした際、当該警官の警棒を持った右手と高校生が接触し、右目を失明させた可能性がある事案が発生したが、これを事故扱いで処理した。この事件がSNSを中心に広まり、同日深夜から翌28日未明に同署前に被害者の仲間と見られる若者約300人が集まり、施設や車両の窓ガラスが破壊されるなどの大規模な襲撃を受けた[7][8][9]。11月2日、沖縄県警はバイクを止めようとつかみかかり警棒をぶつけたとして、この警察官を特別公務員暴行陵虐致傷の疑いで書類送検した。

## 参照例規
- 警察署の名称、位置及び管轄区域を定める条例（昭和29年宮崎県条例第12号）
- 地方警察職員の定員に関する条例（昭和29年宮崎県条例第18号）
- 宮崎県警察本部の内部組織に関する条例（昭和36年宮崎県条例第10号）